# Епархия Ирапуато
Епархия Ирапуато (лат. Dioecesis Irapuatensis) — епархия Римско-католической церкви с центром в городе Ирапуато, Мексика. Епархия Ирапуато входит в митрополию Леона. Кафедральным собором епархии Ирапуато является церковь Пресвятой Девы Марии.

## История
3 января 2004 года Римский папа Иоанн Павел II издал буллу Venerabiles Fratres, которой учредил епархию Ирапуато, выделив её из архиепархии Леона и архиепархии Морелии. Первоначально епархия Ирапуато входила в митрополию Сан-Луис-Потоси. 
25 ноября 2006 года епархия Ирапуато вошла в митрополию Леона.

## Ординарии епархии
- епископ José de Jesús Martínez Zepeda (3.01.2004 — 11.03.2017, в отставке);
- епископ Enrique Díaz Díaz (11.03.2017 — по настоящее время).

## Источник
- Annuario Pontificio, Libreria Editrice Vaticana, Città del Vaticano, 2003, ISBN 88-209-7422-3
- Булла Venerabiles Fratres  (лат.)